# 食鬼99
《食鬼99》是一款益智大逃殺遊戲，由ARIKA開發，為食鬼系列作品之一。遊戲遊玩模式類似於其開發的《俄羅斯方塊99》，玩家需與另外98人同場競技。而玩法則類似《食鬼》，玩家需控制食鬼吃掉迷宮中的豆子且避免被幽靈捉到。與別不同的是，吃掉能量球並擊退幽靈之後，幽靈會變成「搗蛋食鬼」前往對手的畫面阻礙對手行動。遊戲另有追加下載內容，下載後會增添多種背景主題和競賽模式。
遊戲在2021年4月8日由萬代南夢宮經任天堂Switch Online發行於任天堂Switch上。在發行後的評價以正面為主，評論者主要讚揚本作節奏快且緊張，食鬼的元素令人上癮。唯批評遊戲就如「渴望金錢」，連與好友私下連線的功能都須付費下載，而在音樂、關卡、教程方面亦表現遜色。遊戲於2023年10月8日停止營運。

## 內容與玩法

《食鬼99》的遊戲截圖，熒幕左右兩邊為對手，中間為操作區。遊戲畫面展示了全新元素——白色的「搗蛋食鬼」和被喚醒的「睡眠幽靈」

遊戲的玩法與第一代《食鬼》無太大差別，同為迷宮追逐類型。玩家控制食鬼在迷宮之間穿梭和吃豆子，同時亦需小心，避免被幽靈捉到，否則會落敗。迷宮的角落有四個大的閃爍點，為能量球。當玩家吃掉能量球後，幽靈會進入驚嚇狀態，玩家亦可在此時反擊，吃掉幽靈。
與原作區別在於因遊戲為大逃殺遊戲，在遊玩過程中可對其他玩家攻擊。每當玩家吃掉一隻幽靈時，就會有一隻「搗蛋食鬼」傳送到其他玩家的畫面上。碰到「搗蛋食鬼」時則會減速，令自身易於被捉捕，阻礙行動。遊戲亦新增了「睡眠幽靈」一元素，當玩家觸碰到睡眠幽靈時，它們將被喚醒並化為「列車幽靈」。在當玩家吃掉能量球時，它們亦會進入驚嚇狀態。
畫面兩側設有策略按鈕，左側按鈕可選擇吃掉能量球後的短暫能力增幅，例如能有更高速度或增加更多列車幽靈等。而右側則是攻擊策略，例如選擇即將失敗的對手進行攻擊。

## 開發與發行
遊戲開發商為ARIKA，其曾先後開發以經典街機改編的大逃殺遊戲，《俄羅斯方塊99》和《超級瑪利歐兄弟35》。《超級瑪利歐兄弟35》在2021年4月1日正式停止發行，在不日後的4月6日，發行商在社交媒體上宣佈《食鬼99》將在次日發行於任天堂Switch上，但僅限定任天堂Switch Online加入者免費下載。
另外在遊戲發行時，同步推出了付費追加下載內容。在購買後，會增添四款不同模式，包括與好友私下對戰、電腦對戰等。另會解鎖20款南夢宮經典遊戲主題，如《屠龍戰記》、《打空氣》、《迷魂車》等，玩家可自行更換背景主題和音樂。發行四個月後，遊戲下載量達400萬，因而發行商宣佈免費發佈包括《跳跳鼠》在內的其他遊戲主題。2023年5月17日，任天堂在官方Twitter賬號上宣佈遊戲將於同年10月停止營運。唯若曾購買付費追加下載內容「DX PACK」或「開放模式」的玩家，可繼續離線遊玩「CPU BATTLE」、「BLIND TIME ATTACK」、「SCORE ATTACK」三個模式。10月8日，遊戲正式停運。

## 評價
| 汇总媒体   | 得分   |
| ---------- | ------ |
| Metacritic | 76/100 |

| 媒体          | 得分   |
| ------------- | ------ |
| 4Players      | 74/100 |
| Game Informer | 7.5/10 |
| IGN           | 7/10   |
| Nintendo Life | [ 13 ] |
| 个人电脑杂志  | 4/5    |
| Shacknews     | 9/10   |

評論匯總網站Metacritic基於26條評論給予《食鬼99》76/100的評分，遊戲所獲評價以正面為主。
媒體評論者，包括4Players編輯揚·沃貝克（Jan Wöbbeking）、《Game Informer》編輯布萊克·海絲特（Blake Hester）、IGN的編輯賽斯·梅西（Seth G. Macy）在內等人都指遊戲節奏快捷急促，緊張有趣。沃貝克認為遊戲的排版清晰簡潔，顯示其他人的遊玩狀態的同時，亦不阻礙自己的畫面。海絲特指免費模式便能帶來足夠體驗，甚或乎比付費購買的模式更加有趣；亦稱遊戲玩法吸引人，能消磨時間。喬恩·卡特賴特（Jon Cartwright）在Nintendo Life撰文和《個人電腦雜誌》的加布里埃爾·薩莫拉（Gabriel Zamora）和Shacknews的多諾萬·厄斯金（Donovan Erskine）想法相仿，指食鬼元素令人上癮，結合大逃殺令人難以停手，體驗煥然一新。厄斯金表示額外購買的競賽模式同樣有趣，能磨練自己的技能。梅西指儘管等待期間有時會連線中斷，但遊戲體驗大致暢順。
遊戲批評主要為四點：音樂、關卡、教程、追加內容。在音樂方面，沃貝克指自己「被迫連續多次收聽寥寥無幾的音樂」，海絲特亦認為音樂重複，令人討厭。而遊戲關卡，則被梅西和卡特賴特批評單一，僅一張地圖缺乏新鮮感。此外，遊戲缺乏新手教程，被多位編輯指責，他們都表示無教程令新手難以上手，無所適從，且浪費時間學習。最後，追加內容方面：沃貝克遺憾於酷的東西都須購買。卡特賴特和薩莫拉都批評遊戲模式和主題需要額外購買，卡特賴特甚至認為是「渴望金錢」。梅西則指追加內容無吸引力，只有細微變化。

## 另見
- 俄羅斯方塊99，類似模式遊戲。
- 超級瑪利歐兄弟35，類似模式遊戲。